# 奧斯特群島
67°25′S 63°50′E / 67.417°S 63.833°E
奧斯特群島（英語：Auster Islands）是南極洲的群島，位於麥克羅伯特森地，屬於羅賓遜島群的一部分，處於戴利角以北9公里，該冰川根據澳大利亞探險隊的探測和空中照片被繪入地圖。